# Strážný
Strážný je městys v okrese Prachatice v Jihočeském kraji, v národním parku Šumava. Žije v něm 407 obyvatel. Městečko se nachází u říčky Řasnice, při silnici I/4 mezi Horní Vltavicí (resp. přípojkou z Lenory) a státní hranicí u Philippsreutu v německé spolkové zemi Bavorsko.

## Název
Původně do roku 1955 neslo městečko jméno Kunžvart (německy Kuschwarda), jak se dosud nazývá zřícenina hradu, koncem padesátých let bylo přejmenováno podle blízkého vrchu Strážný.[zdroj⁠?!]

## Historie
První písemná zmínka o vesnici pochází z roku 1359.
Kunžvart (Strážný) je starou osadou, která vznikla na silně frekventované dopravní tepně zvané Zlatá stezka, pod hradem Kunžvart. S rozvojem dopravy se z ní stala druhá největších obec na Šumavě (po Železné Rudě).[zdroj?] Poté, co Zlatá stezka ztratila význam, začal i Kunžvart upadat.
V roce 1843 se Kunžvart stal městysem. Na konci 19. století měl Kunžvart 845 německých obyvatel, byla v provozu škola, pošta, hotel, mlýn Dammmühle a dílny zabývající se výrobou nástrojů pro domácnost (např. řešeta nebo dřevěné nádobí). Konaly se tři výroční trhy, týdenní trh býval v úterý.
Od 25. června 1912 do vypuknutí první světové války byla přes Strážný provozována pravidelná autobusová linka na trase Pasov–Vimperk. Jen během června až srpna 1912 bylo tímto spojem přepraveno 3 700 osob. Od počátku třicátých let 20. století byla do Vimperku doprava osob ze Silnice a Kunžvartu zajišťována autobusem Státních drah.
V letech 1938 až 1945 bylo území obce v důsledku uzavření Mnichovské dohody přičleněno k nacistickému Německu. V květnu 1945 zde proběhly boje mezi americkou a německou armádou, během kterých byl zasažen i kostel. Po roce 1945 bylo původní německé obyvatelstvo vystěhováno, po roce 1948 byl uzavřen hraniční přechod a území ovládla Pohraniční stráž. Městečko začalo upadat, řada domů byla zbourána. V srpnu 1965 byl zbourán i památkově chráněný kostel Nejsvětější Trojice z roku 1780.
Osady Dolní Cazov, Dolní Světlé Hory, Horní Světlé Hory, Silnice a Stodůlky (část Stodůlek se nazývala Žďárek) zanikly.
S rozvojem mezinárodní kamionové dopravy a cestovního ruchu na konci osmdesátých let 20. století začal význam Strážného vzrůstat. Velký pohyb lidí a vozidel ve Strážném nastal po pádu železné opony a obnovení běžného provozu na hraničním přechodu v roce 1989, k hraničnímu přechodu se také přesunuli obchodníci a provozovatelé různých služeb.
Dne 1. dubna 2010 byl obci navrácen status městyse.

## Přírodní poměry
Městys Strážný je obklopen vrcholky hor Strážný (1115 metrů), Chlustov (1094 metrů) a Radvanickým hřbetem, které chrání kotlinu před studenými severními a západními větry.[zdroj⁠?!]

## Části obce
K 16. únoru 1952 byly k obci Kunžvart připojeny obce Horní Světlá Hora a Silnice.
- Strážný (k. ú. Strážný, Dolní Cazov, Dolní Světlé Hory, Horní Světlé Hory, Silnice a Stodůlky u Strážného)
- Hliniště (k. ú. Hliniště)
- Kořenný (k. ú. Hliniště)
- Řasnice (k. ú. Řasnice)

V letech 1850–1899 k městysi patřily i Knížecí Pláně.

## Hospodářství a doprava
Po pádu železné opony se vyvinula ekonomika založená na blízkosti státní hranice. Ve vsi se nachází čerpací stanice, vznikla zde dvě kasina, noční klub a další zábavní zařízení.[zdroj?]
Podél Strážného vede silnice I/4 z Prahy do Pasova a Mnichova. Je zde silniční hraniční přechod Strážný–Phillippsreut a přeshraniční propojení:
- Pod Žďárkem – Langruck
- Žďárek – Hinterfirmiansreut
- Kunžvartské sedlo – Vorderfirmiansreut
- Dolní Cazov – Schnellenzipf[10]

## Společnost
- Základní škola a mateřská škola
- Skiareál Strážný[11]

## Pamětihodnosti
- Mešní kaple Panny Marie na Kamenném vrchu (904 metrů) byla postavena v roce 1843. Její oltář je otočen k západu.
- Nad obcí je zřícenina hradu Kunžvart (1031 metrů) z první poloviny 14. století. Posádka hradu, postaveného na východních svazích hory Strážný (1114 metrů), střežila Zlatou stezku, po které bylo do Čech dopravováno zboží, především sůl, a také po ní pronikali do země nepřátelští ozbrojenci. Hrad byl také uváděn pod jmény Kunigswarte, Kunzwarte nebo Kungenslehn. Od roku 1547 už nebyl obýván, v roce 1578 vyhořel. Dochovala se ruina hradní věže.
- Protržená hráz rybníka Kunžvartu z poloviny 16. století.
- Valy na návrší Šance (850 m) připomínají třicetiletou válku, v roce 1620 se zde stavovské vojsko, vedené Thurnem a Mansfeldem, utkalo s vojskem císařským.
- Přírodní rezervace Niva Kořenského potoka – rašeliniště a smíšené jasanovo-olšové lužní lesy
- Přírodní památka Splavské rašeliniště – údolní rašeliniště s typickou květenou
- Přírodní památka Strážný – Pod Obecním lesem – louka s výskytem šafránu bělokvětého
- V obci, při ulici směrem na Kořenný, rostou dva památné stromy: javor klen a jasan ztepilý.

## Galerie

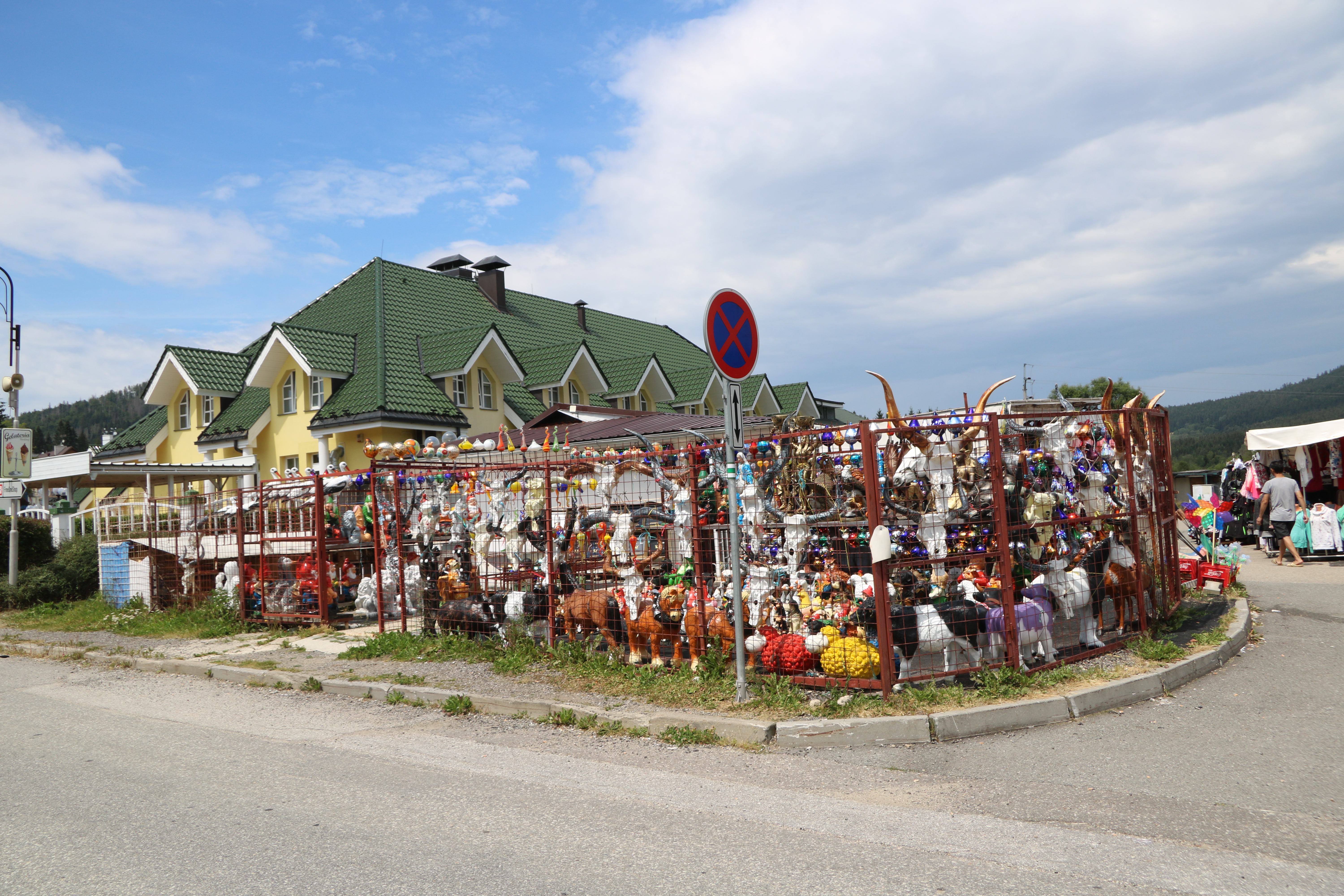
Tržnice
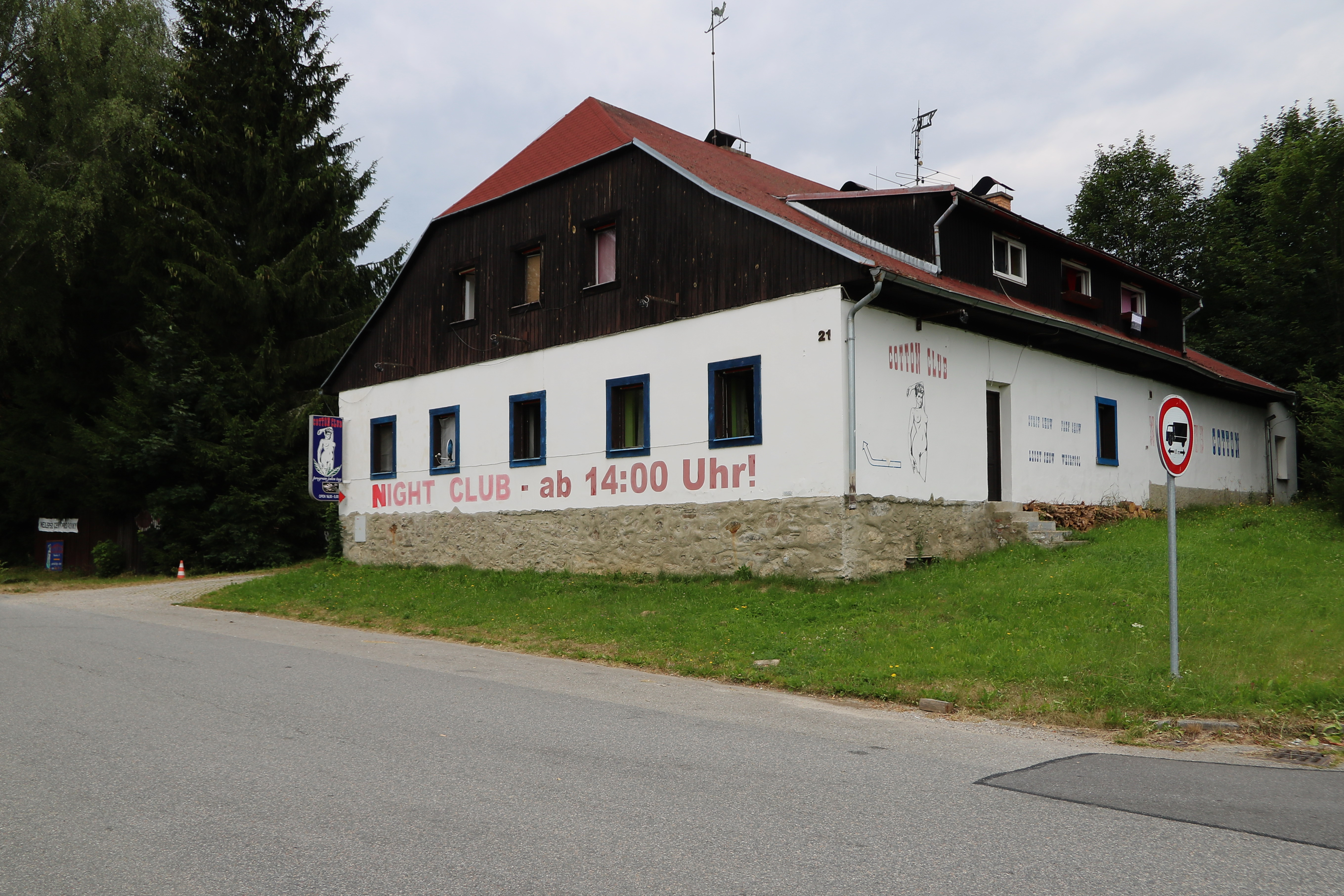
Noční klub
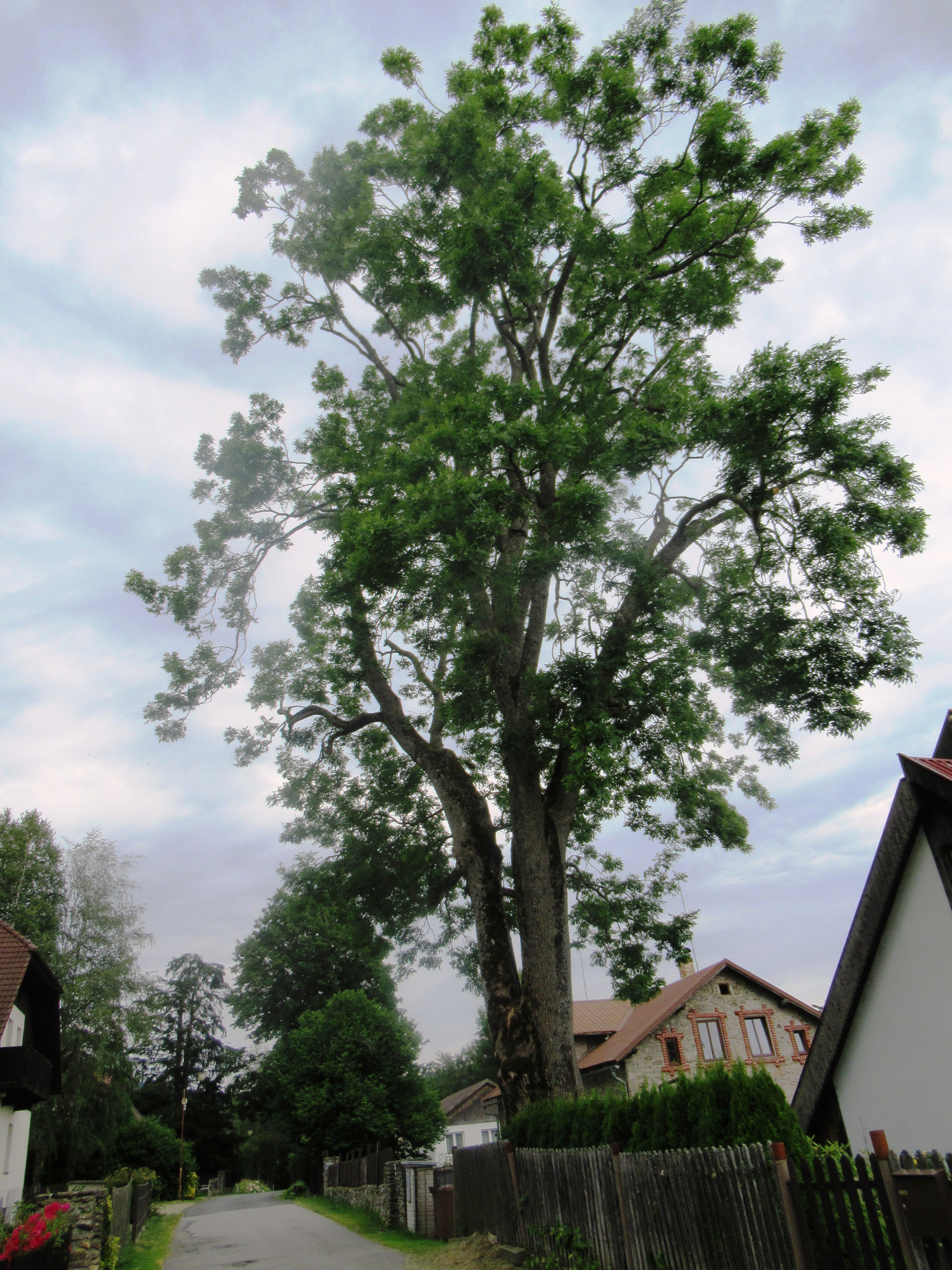
Památný strom jasan ztepilý